# Una Morris
Pour les articles homonymes, voir Morris.
Una Lorraine Morris, née le 17 janvier 1947 à Kingston, est une athlète jamaïcaine spécialiste du sprint. 

## Biographie
Aux Jeux olympiques de Tokyo en 1964, elle termine quatrième de la finale du 200 mètres en 23 s 58. Elle est nommée personnalité sportive jamaïcaine de l'année en 1963 et 1964. Morris obtient deux médailles de bronze aux Jeux de l'Empire britannique et du Commonwealth de 1966 à Kingston sur 440 yards et avec le relais 4 × 110 yards puis une médaille de bronze aux Jeux panaméricains de 1967 à Chicago 4 × 100 mètres. 
Après sa carrière sportive, Morris devient radiologue. Elle fut également propriétaire d'un restaurant jamaïcain nommé Cafe Kingston qui fait une apparition dans la saison 4 de la version américaine de Cauchemar en cuisine.

## Palmarès

### Jeux panaméricains
- Jeux panaméricains de 1967 à Chicago :
  -  Médaille de bronze du relais 4 × 100 mètres

### Jeux de l'Empire britannique et du Commonwealth
- Jeux de l'Empire britannique et du Commonwealth de 1966 à Kingston :
  -  Médaille de bronze sur 440 yards
  -  Médaille de bronze du relais 4 × 110 yards